# Digerieren
Digerieren (von lateinisch digerere für zerteilen) bezeichnet die Extraktion löslicher Bestandteile aus einem Stoffgemisch durch geeignete Lösungsmittel, Laugen oder Säuren, oft bei erhöhter Temperatur, mit anschließendem Dekantieren. Es wird in der chemischen Laborpraxis verwendet, kommt jedoch auch bei der Auslaugung getrockneter Heilkräuter zum Einsatz.